# Shuri
Shuri (首里?  Okinawense: Sui o Shui) es un distrito de la ciudad de Naha, Okinawa. Anteriormente, era una ciudad separada en sí misma, y la capital real del Reino Ryūkyū. Un número de sitios históricos famosos se encuentran en Shuri, incluyendo Castillo Shuri, la puerta Shureimon, Sunuhyan-utaki (un espacio sagrado de la religión ryukyuense), y el mausoleo real Tamaudun, todos los cuales están designados como patrimonios de la Humanidad por la UNESCO.

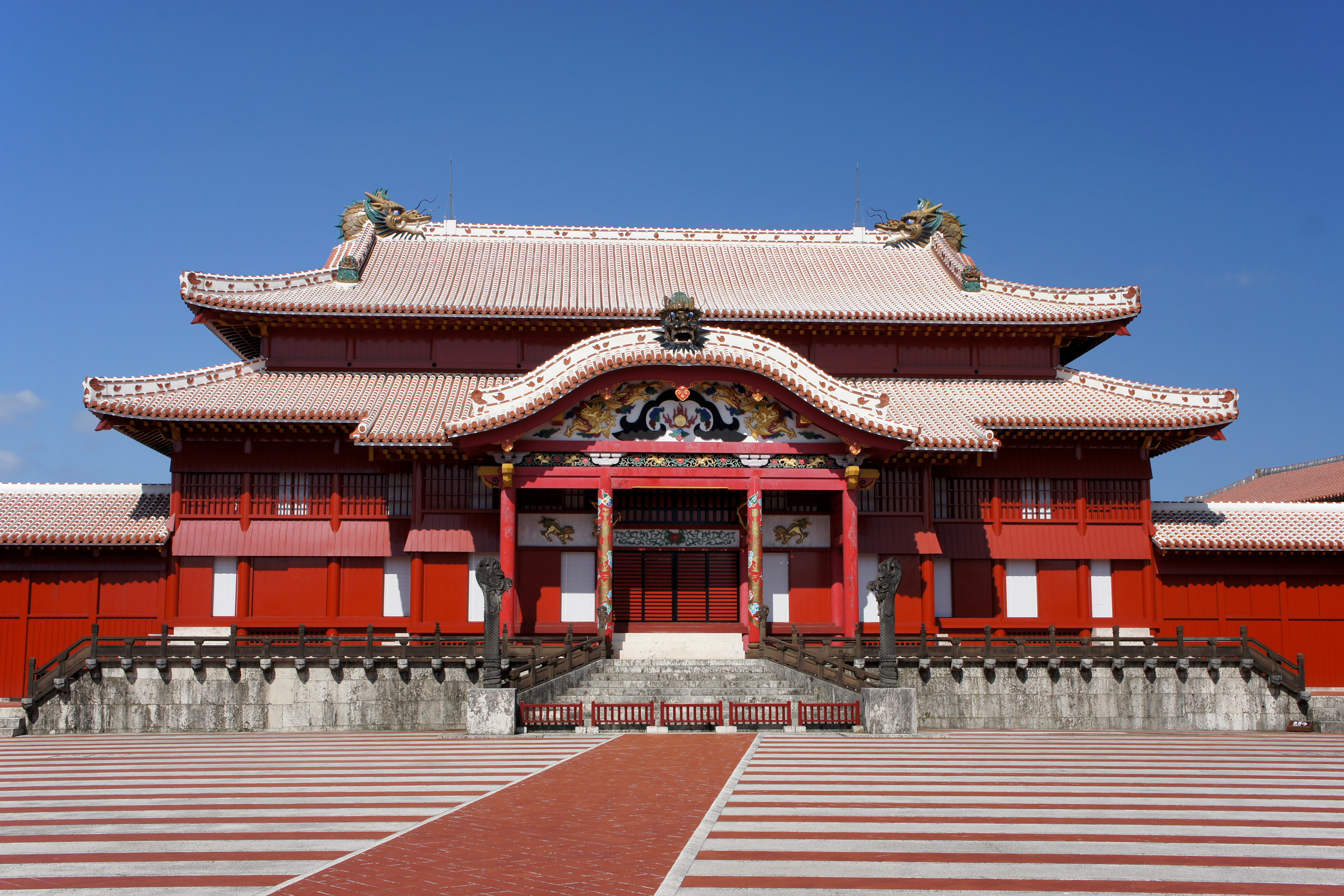
Castillo Shuri.

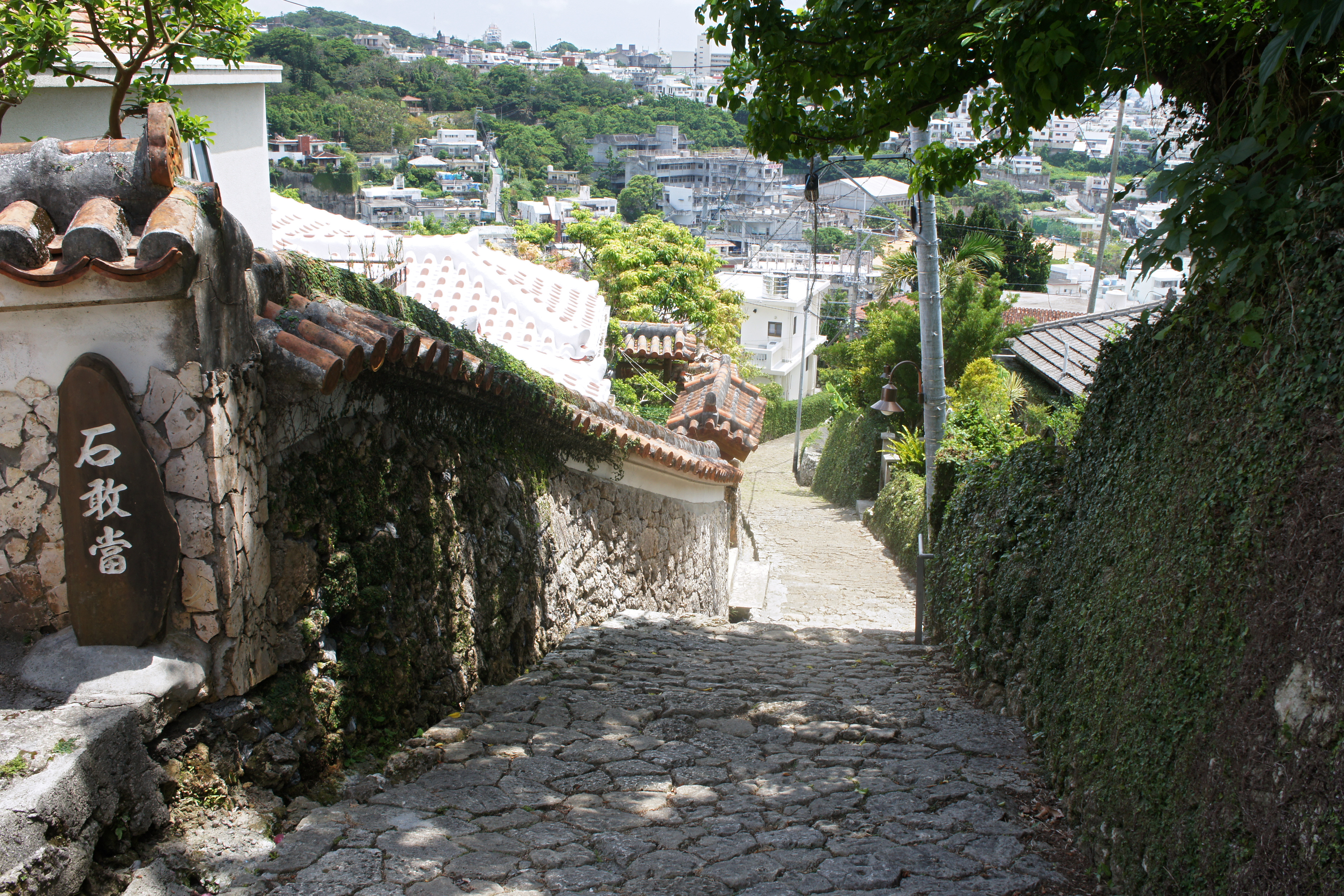
Un camino de adoquines en Shurikinjocho.

Originalmente establecida como un pueblo del castillo que rodea el palacio real, Shuri dejó de ser la capital cuando el reino fue abolido e incorporado a Japón como la prefectura de Okinawa. En 1896, Shuri se hizo distrito (区 ku?) de la nueva capital de la prefectura, Naha. Posteriormente se convirtió nuevamente en una ciudad independiente en 1921. En 1954, se fusionó nuevamente a Naha.